# Sheriff Sinyan
Sheriff Sinyan (Banjul, 19 luglio 1996) è un calciatore gambiano, difensore del CFR Cluj e della Nazionale gambiana.

## Carriera

### Club
Sinyan ha giocato nelle giovanili dell'Oppsal, per passare poi all'Holmia, in 3. divisjon. Nel 2014 è passato al Lillestrøm, venendo aggregato alle giovanili del club.
Il 22 aprile 2015 ha potuto esordire in prima squadra, subentrando a Moryké Fofana nella vittoria per 3-9 sul campo del Rælingen, nel primo turno del Norgesmesterskapet.
Il debutto in Eliteserien è arrivato il 17 luglio 2016, sostituendo Marius Lundemo nella sconfitta per 3-0 patita sul campo del Sarpsborg 08. Il 1º ottobre successivo è arrivato il primo gol nella massima divisione norvegese, in occasione della vittoria per 1-2 in casa dello Stabæk.
Il 9 febbraio 2017 ha rinnovato il contratto che lo legava al Lillestrøm, fino al 31 dicembre 2020. Il giocatore ha poi subito un infortunio al ginocchio che lo ha costretto ad un intervento chirurgico e ad un lungo stop. A novembre 2017 ha subito un ulteriore intervento allo stesso ginocchio, che ha quindi allungato i tempi di recupero.
A maggio 2018, Sinyan ha ripreso gli allenamenti differenziati ed il percorso riabilitativo prevedeva che a luglio avrebbe potuto aggregarsi al resto del gruppo. A settembre 2018 è tornato in campo con la squadra riserve del club.
Il 7 aprile 2019, a più di due anni dall'ultima presenza in prima squadra, è tornato a calcare i campi dell'Eliteserien: ha sostituito Alex Dyer nel 2-1 inflitto al Ranheim. Ormai pienamente ristabilito, il giorno successivo ha ufficialmente rinnovato il contratto che lo legava al Lillestrøm, fino al 31 dicembre 2022.
Al termine del campionato 2019, il Lillestrøm è retrocesso in 1. divisjon.
Il 30 giugno 2020, il Molde ha reso noto l'ingaggio di Sinyan, che si è legato al club con un contratto triennale.
Il 4 luglio 2023, Sinyan è stato tesserato dai cechi dello Slavia Praga, per cui ha firmato un contratto annuale con opzione per un ulteriore biennio.
Il 2 agosto 2024 ha firmato un contratto valido fino a fine stagione con l'Odd.
Il 17 gennaio 2025 è stato ufficializzato il suo passaggio ai rumeni del CFR Cluj.

### Nazionale
Eleggibile anche per la Norvegia, in data 28 maggio 2019 Sinyan ha ricevuto la prima convocazione dal Gambia in vista delle partite amichevoli contro Guinea-Bissau e Marocco. Il carattere amichevole delle partite non avrebbe precluso una futura convocazione dalla selezione scandinava, a cui lo stesso giocatore non ha chiuso le porte. Il 12 giugno è arrivato quindi l'esordio contro il Marocco, quando ha sostituito Ebou Adams nella vittoria della sua squadra per 0-1 a Marrakech.

## Statistiche

### Presenze e reti nei club
Statistiche aggiornate al 17 gennaio 2025.
| Stagione          | Club              | Campionato        | Campionato | Campionato | Coppe nazionali | Coppe nazionali | Coppe nazionali | Coppe continentali | Coppe continentali | Coppe continentali | Supercoppe | Supercoppe | Supercoppe | Totale | Totale |
| Stagione          | Club              | Comp              | Pres       | Reti       | Comp            | Pres            | Reti            | Comp               | Pres               | Reti               | Comp       | Pres       | Reti       | Pres   | Reti   |
| ----------------- | ----------------- | ----------------- | ---------- | ---------- | --------------- | --------------- | --------------- | ------------------ | ------------------ | ------------------ | ---------- | ---------- | ---------- | ------ | ------ |
| 2013              | Holmlia           | 3D                | 9          | 3          | CN              | 0               | 0               | -                  | -                  | -                  | -          | -          | -          | 9      | 3      |
| 2015              | Lillestrøm        | ES                | 0          | 0          | CN              | 2               | 0               | -                  | -                  | -                  | -          | -          | -          | 2      | 0      |
| 2016              | Lillestrøm        | ES                | 10         | 1          | CN              | 2               | 0               | -                  | -                  | -                  | -          | -          | -          | 12     | 1      |
| 2017              | Lillestrøm        | ES                | 0          | 0          | CN              | 0               | 0               | -                  | -                  | -                  | -          | -          | -          | 0      | 0      |
| 2018              | Lillestrøm        | ES                | 0          | 0          | CN              | 0               | 0               | UEL                | 0                  | 0                  | SN         | 0          | 0          | 0      | 0      |
| 2019              | Lillestrøm        | ES                | 19+2       | 0          | CN              | 3               | 0               | -                  | -                  | -                  | -          | -          | -          | 24     | 0      |
| Totale Lillestrøm | Totale Lillestrøm | Totale Lillestrøm | 29+2       | 1+0        |                 | 7               | 0               |                    | 0                  | 0                  |            | 0          | 0          | 38     | 1      |
| giu.-dic. 2020    | Molde             | ES                | 19         | 0          |                 |                 |                 | UCL+UEL            | 2+7                | 0+0                | -          | -          | -          | 28     | 0      |
| 2021              | Molde             | ES                | 24         | 3          | CN              | 2               | 0               | UEL                | 4                  | 0                  | -          | -          | -          | 30     | 3      |
| 2022              | Molde             | ES                | 0          | 0          | CN              | 0               | 0               | UEL                | 0                  | 0                  | -          | -          | -          | 0      | 0      |
| gen.-giu. 2023    | Molde             | ES                | 3          | 0          | CN              | 1               | 0               | -                  | -                  | -                  | -          | -          | -          | 4      | 0      |
| Totale Molde      | Totale Molde      | Totale Molde      | 46         | 3          |                 | 3               | 0               |                    | 13                 | 0                  |            | -          | -          | 62     | 3      |
| 2023-2024         | Slavia Praga      | 1L                | 4          | 0          | CRC             | 1               | 0               | UEL                | 0                  | 0                  | -          | -          | -          | 5      | 0      |
| ago.-dic. 2024    | Odd               | ES                | 12         | 1          | CN              | -               | -               | -                  | -                  | -                  | -          | -          | -          | 12     | 1      |
| gen.-giu. 2025    | CFR Cluj          | L1                | 0          | 0          | CR              | 0               | 0               | UECL               | -                  | -                  | -          | -          | -          | 0      | 0      |
| 2025-2026         | CFR Cluj          | L1                | -          | -          | CR              | -               | -               | UEL                | -                  | -                  | SR         | -          | -          | -      | -      |
| Totale            | Totale            | Totale            | 102        | 8          |                 | 11              | 0               |                    | 13                 | 0                  |            | 0          | 0          | 126    | 8      |

## Palmarès

### Club

#### Competizioni nazionali
- Coppa di Norvegia: 1

Molde: 2021-2022
- Coppa di Romania: 1

CFR Cluj: 2024-2025